# Canwest
Canwest Global Communications Corporation, ou simplesmente Canwest, é uma empresa de telecomunicações baseada em Winnipeg, Manitoba.
Possui canais de rádio e de televisão do Canadá.
Iniciou as operações em 1974.